# Synagoge (Dsjaretschyn)

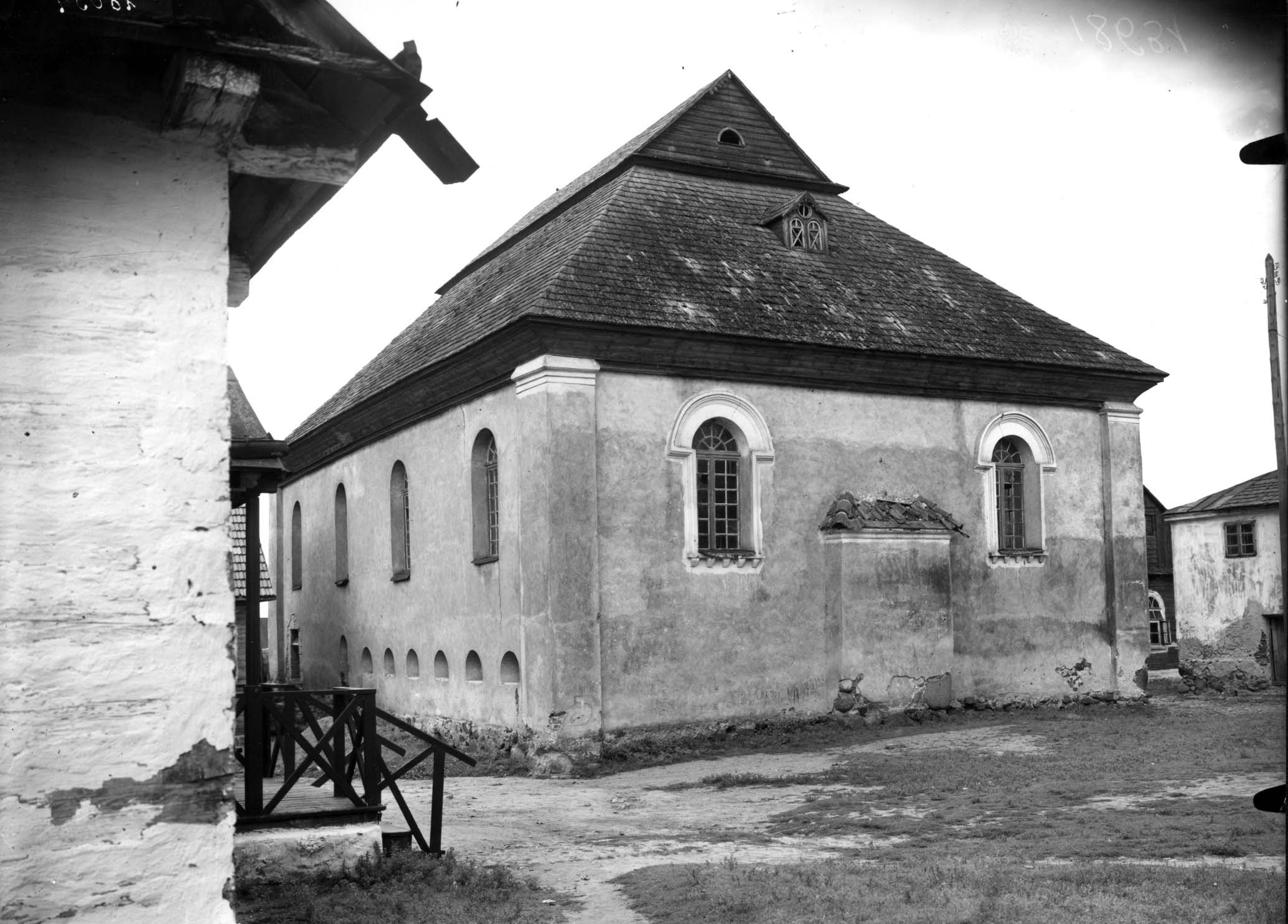
Synagoge in Dsjaretschyn von Südosten, vor 1939

Die Synagoge in Dsjaretschyn (belarussisch Дзярэчын), einem belarussischen Ort in der Hrodsenskaja Woblasz, wurde in der zweiten Hälfte des 18. Jahrhunderts errichtet. Die Synagoge wurde im Zweiten Weltkrieg zerstört.

## Geschichte
Das genaue Baujahr ist unbekannt, es wird aber die zweite Hälfte des 18. Jahrhunderts angenommen. Zu dieser Zeit waren circa 80 % der Bevölkerung jüdisch und es gab vier Synagogen im Ort. Im Laufe der Jahre wurden Umbauten vorgenommen. Der relativ gute Zustand des Gebäudes auf Bildern vor 1939 deutet darauf hin, dass es nach dem Ersten Weltkrieg renoviert wurde. Es wurde im Zweiten Weltkrieg zerstört.

## Architektur

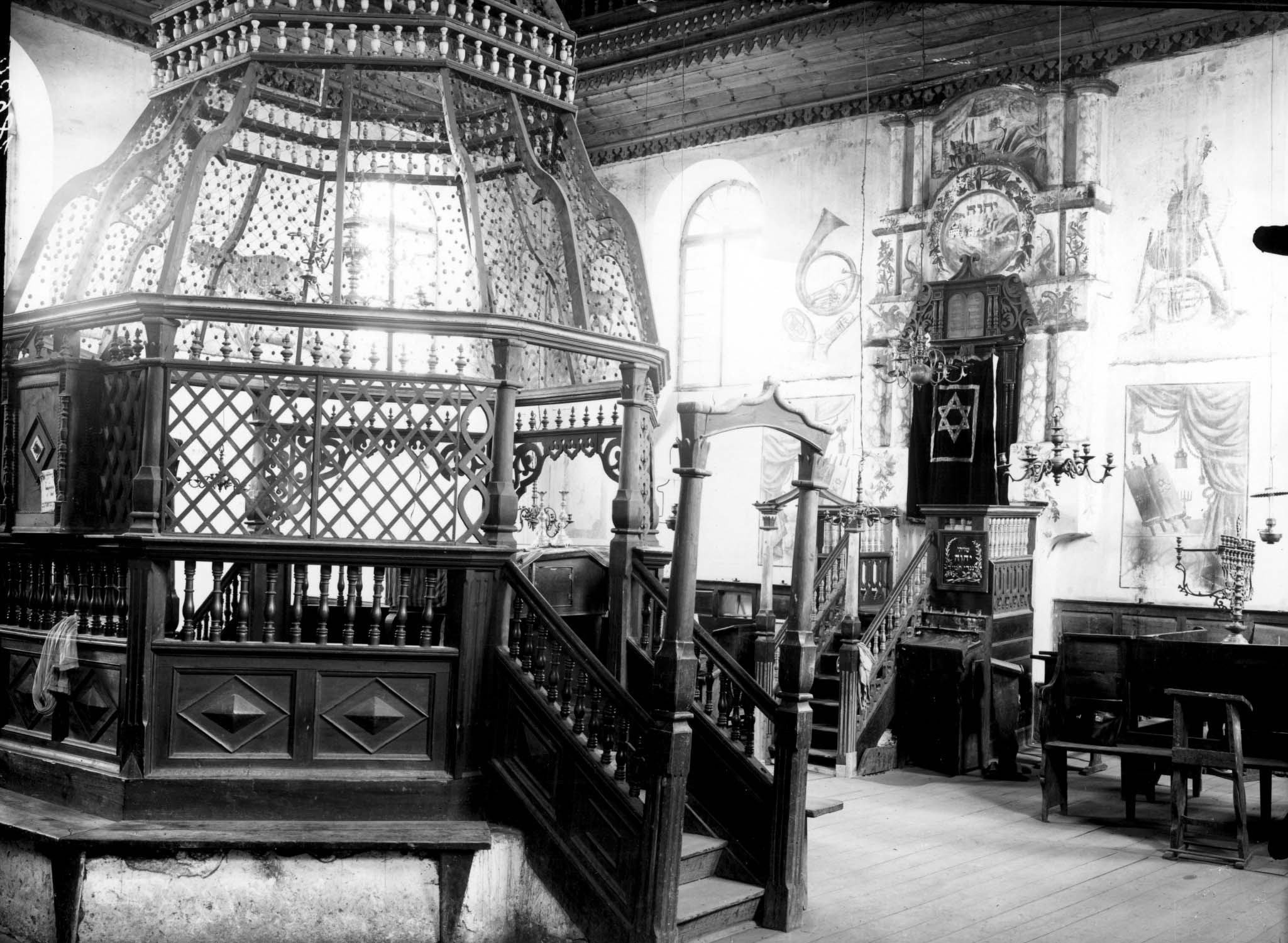
Innenansicht mit Bima (im Vordergrund) und Toraschrein (rechts an der Wand)

Zutritt zur Haupthalle (dem Gebetsraum der Männer) war durch eine Vorraum im Westen. Dieser war zweigeteilt und hatte getrennte Eingänge jeweils für Frauen und Männer. Über der Vorhalle war höchstwahrscheinlich ein Gebetsraum für die Frauen.
Das kompakte Gebäude hatte ein zweistufiges Dach; der untere Teil war ein Walmdach und darüber, durch einen kleinen Absatz getrennt, war ein Giebeldach. Die Nordwand war durch Pilaster strukturiert. Pilaster befanden sich auch an den Ecken. An der Ostwand war eine rechteckige Ausbuchtung. Hinter ihr befand sich innen die Nische des Toraschreins. Eine ähnliche Ausbuchtung befand sich auch an der Westwand zwischen den beiden Eingängen zum Vorraum.
Die Synagoge hatte hoch angebrachte, große Rundbogenfenster. Auf der Westseite befand sich zwischen den beiden großen Fenstern noch ein kleineres von gleicher Form.
Entlang der Südseite befanden sich mehrere kleine halbkreisförmige Öffnungen. Dies deutet darauf hin, dass sich hier in früheren Jahren ein Anbau befand, der als Frauengebetsraum diente.
Die Wände des Innenraums waren mehrfarbig mit Gemälden verziert.
Die Bima in der Mitte des Hauptraums stand auf einem achteckigen Podium. Sie hatte darüber einen zweistöckigen, offenen Baldachin in Form einer Kuppel.
Der Toraschrein an der Ostwand war dreistufig und wurde von Säulenpaaren eingerahmt.